# Мухамедзянов, Ильназ Ленарович
Ильна́з Лена́рович Мухамедзя́нов (30 марта 1997, Ижевск) — российский биатлонист, чемпион России. Мастер спорта России международного класса.

## Биография
На внутренних соревнованиях представляет Республику Удмуртия. Первый тренер — Фомин Андрей Анатольевич, тренеры — Чурин Виктор Анатольевич, Белозёров Сергей Иванович.

### Юниорская карьера
Становился победителем и призёром российских юношеских соревнований, в том числе победителем в смешанной эстафете (2018), серебряным призёром в эстафете (2017), бронзовым призёром в спринте, персьюте и эстафете (2018) на первенстве России по биатлону, серебряным (2017) и бронзовым (2016) призёром первенства России по летнему биатлону. Победитель юношеского первенства Приволжского ФО (2017).
Участник чемпионата мира среди молодёжи (до 21 года) 2019 года в Осрбли, где лучшим результатом в личных видах стало восьмое место в спринте. В эстафете в составе сборной России завоевал золотую медаль.

### Взрослая карьера
С сезона 2018/19 в составе второй сборной России принимал участие в Кубке IBU.
На чемпионате России 2019 года стал бронзовым призёром в эстафете в составе сборной Удмуртии. Победитель этапа Кубка России в рамках соревнований «Ижевская винтовка» (2019). 
В январе 2022 года на этапе в Осрблье впервые завоевал награду на уровне Кубка IBU, выиграв бронзу в спринте.
В рамках чемпионата России 2023 года на этапе в Ижевске стал вторым в индивидуальной гонке на 20 км, а также выиграл 15-километровый масс-старт.
25 марта 2024 года в спринтерской гонке на чемпионате России завоевал «бронзу».

## Личная жизнь
Весной 2022 года женился на бывшей биатлонистке Анастасии Кайшевой.